# Добрі Немиров

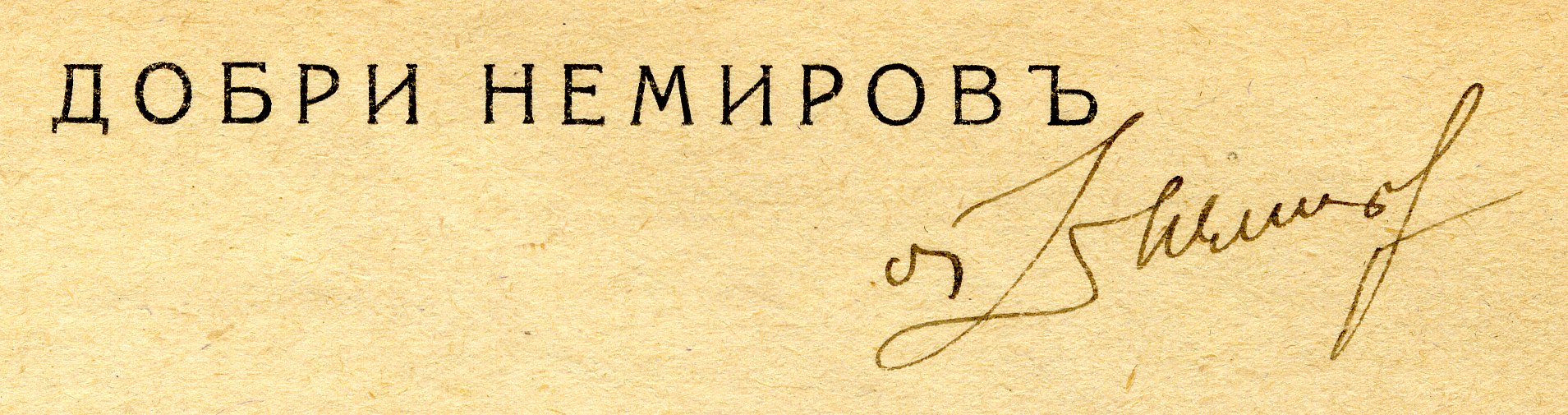
Автограф Добрі Немірова

Добрі Немиров (справжнє ім'я — Добрі Харалампієв Зарафов; 3 лютого 1882, Тутракан, Болгарське князівство — 30 вересня 1945, Софія, Болгарія) — болгарський письменник. Президент Спілки болгарських письменників у 1937—1940 рр.

## Біографія
Народився 3 лютого 1882 року в Тутракані, але відразу ж після його народження сім'я оселилася в Русе. Згодом Русе було відзначене його біографами як батьківщина письменника.
У 1902 році він почав публікувати в періодичних виданнях оповідання під псевдонімом Добрі Немиров. Публіковався в журналах «Учителска мисъл (1903)», «Народен живот» (1904). Після переїзду в Софію (1905) співпрацював із журналом «Демократически преглед», «Из нов път», «Българска сбирка», «Съвременна илюстрация», «Листопад», «Везни», «Хиперион» та ін. У 1912 р. випустив свою першу книжку «Історії», яка швидко принесла йому славу талановитого письменника-фантаста. Під час Першої світової війни Неміров служив у військових виданнях «Отечество» і «Военни известия» і в результаті видавав книги з військовими оповіданнями — «Нови дни» і «Разкази на редника», де зображував психічний шок болгарського солдата від матеріального і духовного руйнування країни.
Добрі Неміров став «одним із борців» («един от ратниците») за встановлення добросусідських відносин між болгарським і румунським народом на підґрунті культури. "Моя місія полягає в тому, щоб зробити щось для взаємного знайомства між румунським і болгарським народом — це місія, продиктована нагальною потребою очистити шлях для доброго і світлого. Я не політик і не звик користуватися засобами політики, але я людина, і я знаю, наскільки цінними є чесноти, а також самовідданість носіїв культури. У важкі дні судового процесу в Південному Судані, на початку 1930-х років, він відвідав Добрич, Балчик, Каварну і Констанцу, де проводив бесіди на теми, загальний характер яких зробив їх доступними і корисними. Неміров став послом болгарської культури в Добруджі.
До 1918 року працював бібліотекарем у Болгарському літературному товаристві та Міністерстві з благоустрою. З 1929 року є членом Ради, а в період 1937—1940 рр. — голова Спілки болгарських письменників.
Після звільнення Південної Добруджі 3 листопада 1941 року письменник відвідав своє місце народження і вигукнув: «Ах, Тутракан, Тутракан! О, ти ще отримаєш нове світіння, яке розповість і про життя і про історію». У порту його зустрів мер міста Петар Друмев і тисячі тутраканців з квітами. Того ж дня Добрі Неміров був проголошений почесним громадянином Тутракану:
| «                                        | Тутракан пишається неймовірним успіхом у сфері поетично-літературних висот свого сина, громадськість бажає йому довголіття, щоб ще довго могли дзвеніти золоті струни його ліри, щоби закінчити всі недоспівані пісні про нього, про наш дорогоцінний Тутракан. | » |
| - Протокол № 8 від 3 листопада 1941 року | |   |

Побувавши у рідному місті, Неміров вдруге відвідує міста Добричя, Силістра, Добрич, Каварна і Балчик. Новий досвід і досвід письменника у звільненій Добруджі знаходять своє відображення в цікаво написаних подорожах з циклу «Після свободи», які разом з першим його візитом у 1930 були опубліковані під назвою "Про пряму землю. З Добруджі "(1942). Книга є розповіддю про національну трагедію Добруджанської області.

## Книги про Добрі Немірова
- Скици на живите. 1934
- «Добри Немиров. Спомени от един свидетел на неговия живот» от Емил Немиров (1986)
- Скъпи неща. 2000

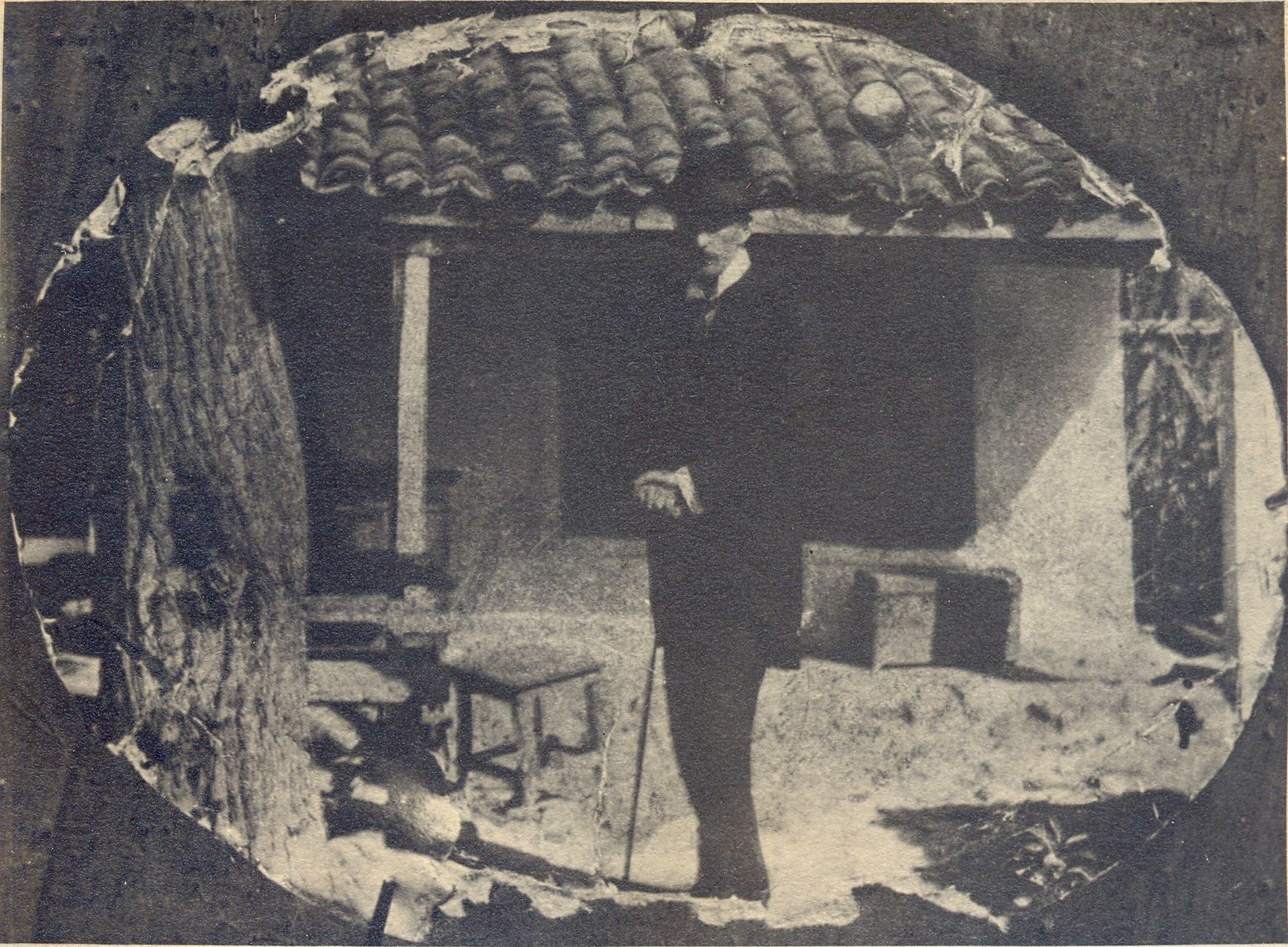
Немиров перед рідним будинком, 1920
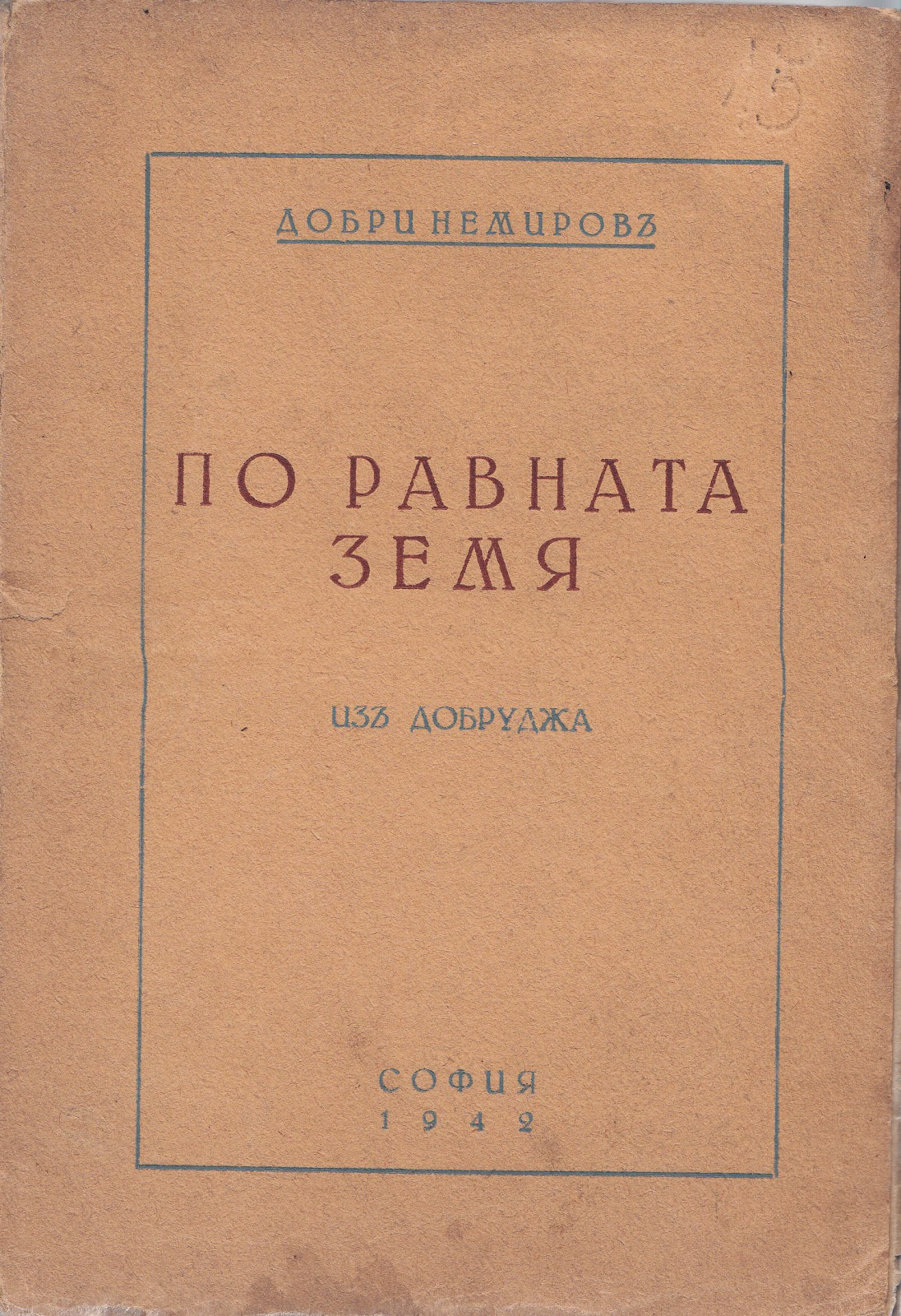
Обкладинка першого видання «Пласкої Землі»
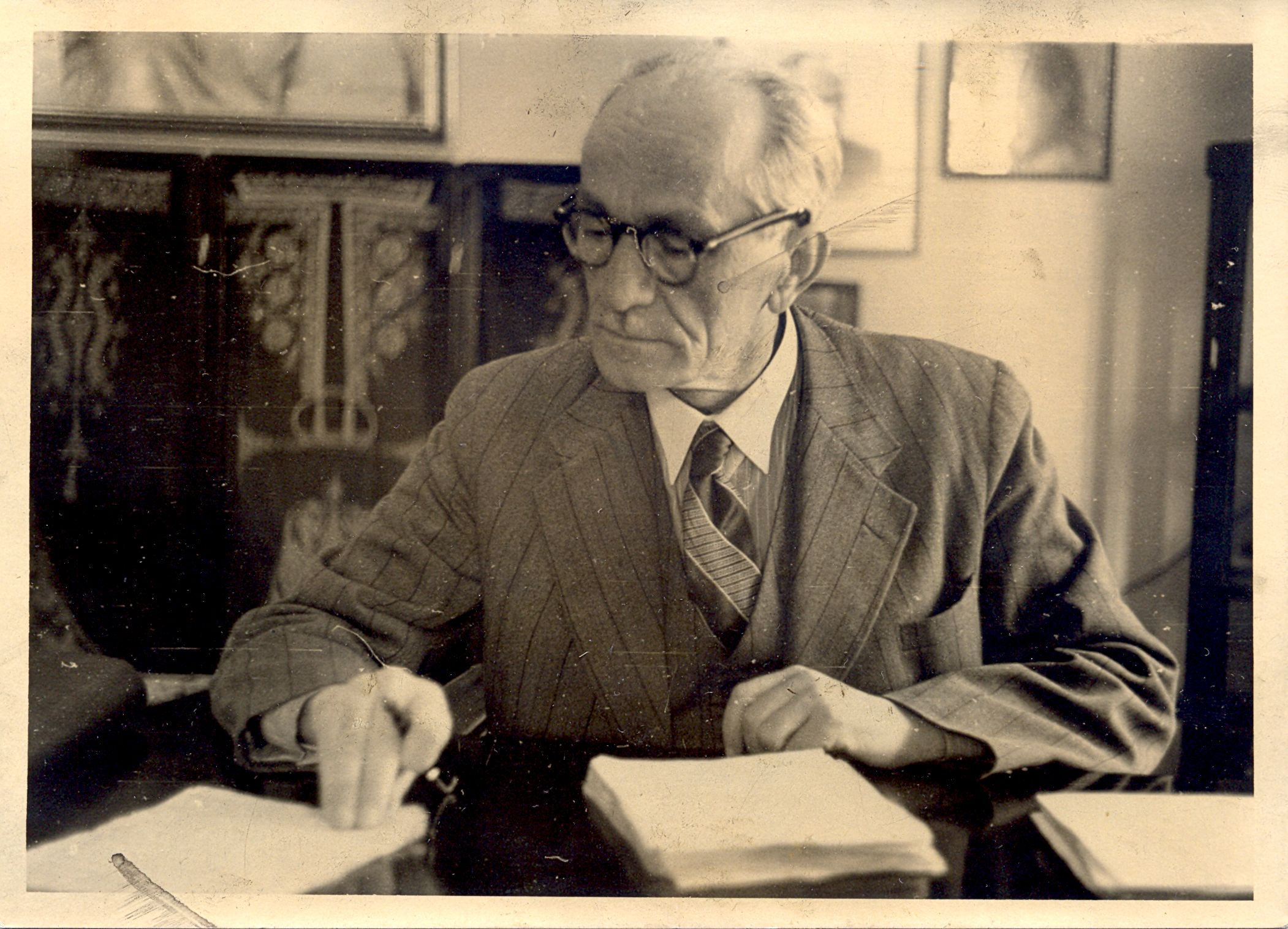
Письменник у робочому середовищі
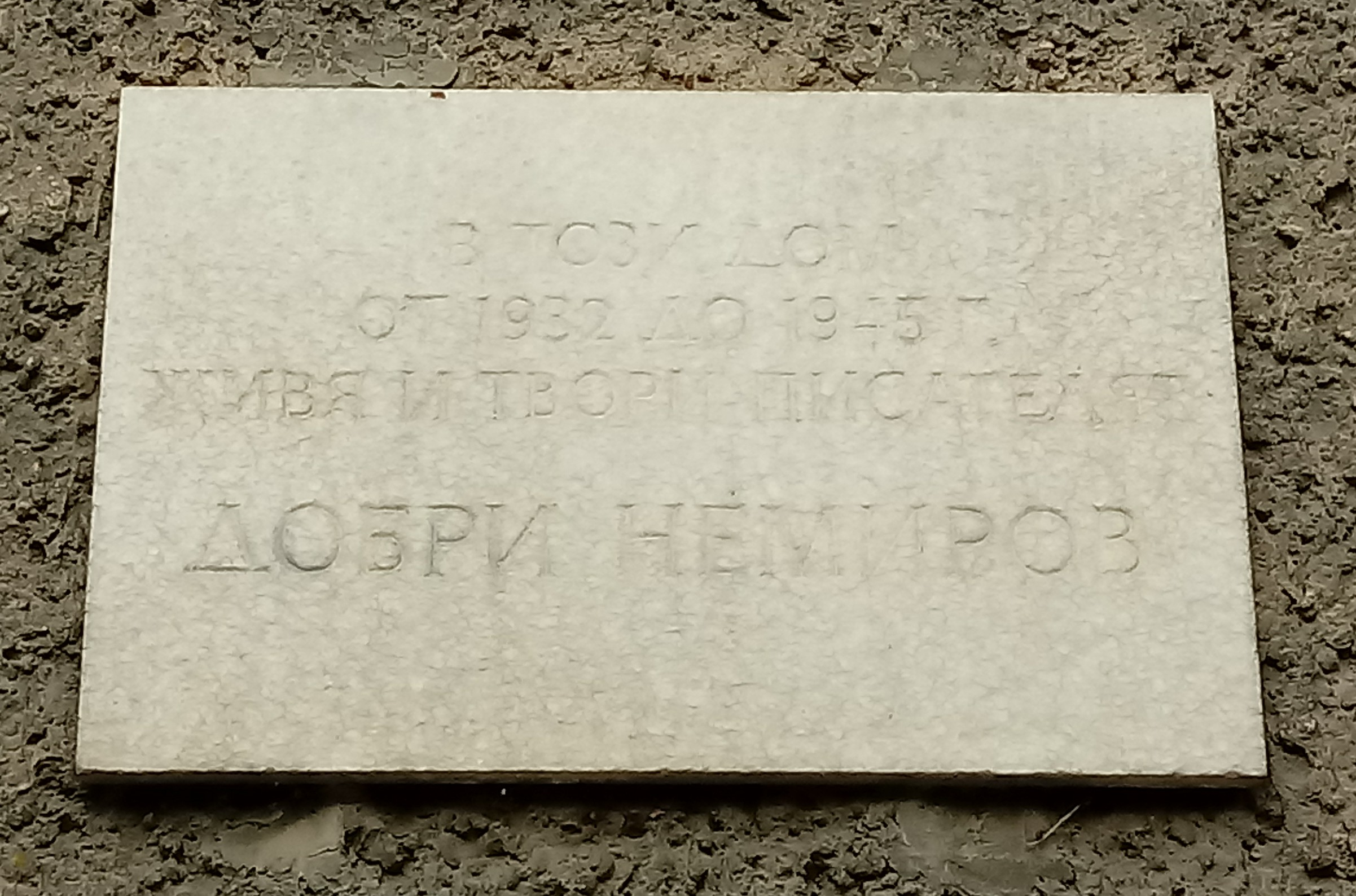
Меморіальна дошка на фасаді будинку, де Добрі Неміров жив з 1932 року до самої смерті
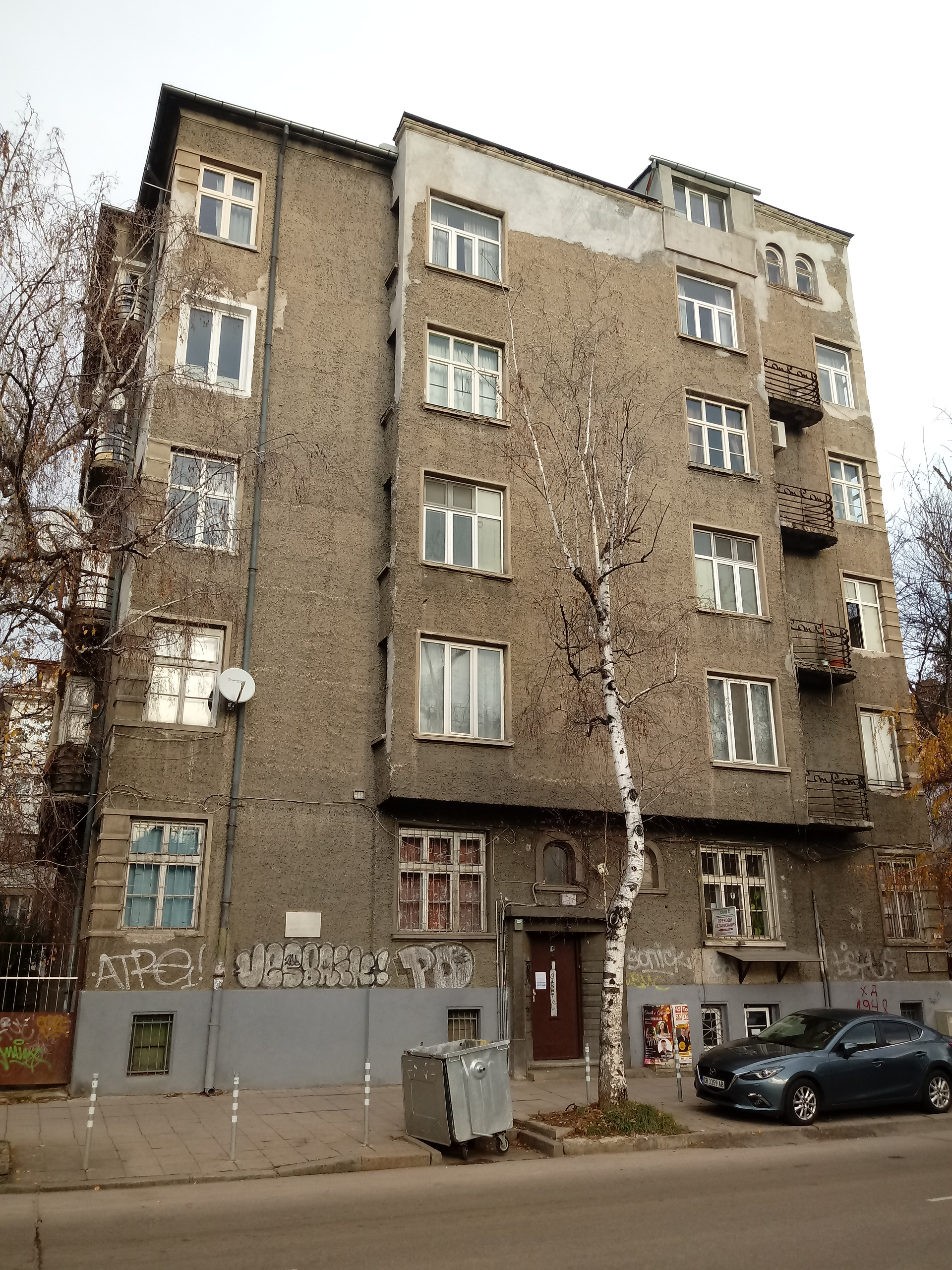
Будинок Добрі Немірова на бул.